# Ignacio del Valle

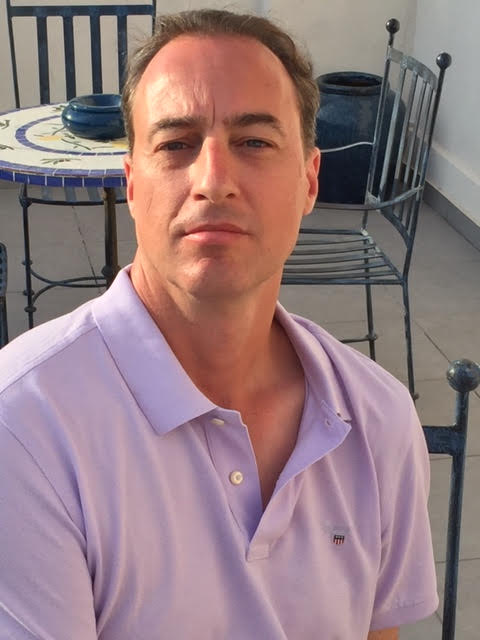

Ignacio del Valle (Oviedo, Asturias, 1971) es un escritor español con residencia en Madrid. 
Ha publicado hasta 2025 catorce novelas. La segunda novela de la serie Arturo Andrade, El tiempo de los emperadores extraños (2006), fue llevada al cine en enero de 2012 como Silencio en la nieve. Fue dirigida por Gerardo Herrero, y tuvo como protagonistas a Juan Diego Botto y Carmelo Gómez.
Publicó también dos libros de cuentos, Caminando sobre las aguas (2013) y Diez personas que arden (2024).
Del Valle ha recibido numerosos premios como el Ateneo de Sevilla, Buenos Aires Negro, Violeta Negra del festival de Toulouse o el premio de la Crítica de Asturias (en dos ocasiones). Su obra ha sido traducida a varios idiomas. Mantiene todos los lunes una tribuna de opinión en el diario El Comercio de Gijón y colabora con El Viajero de El País y diversos medios. 
Ha dado talleres y conferencias en universidades de diversas ciudades del mundo, entre otras Madrid, Tokio, Ciudad de Panamá, Milán, Nueva York y El Cairo.
De 2012 a 2015 ocupó el cargo de subdirector y coordinador para Europa de la fundación cultural Mare Australe de Panamá. 
En 2016 fue publicando la novela por entregas Los días sin ayer en El País Semanal con ilustraciones de Miguel Navia.
En 2023 publica su primer libro de poesía, Explicaciones no pedidas (Azimut).
En 2024, junto al director de cine Rai García, recibe el premio del XI laboratorio de creación de series de la SGAE, sobre su guion basado en la novela de la serie de Arturo Andrade, Soles negros. En el transcurso del evento Conecta Fiction Entertainment 2024, recibe el premio de pitch Triodos Bank sobre el mismo proyecto.  
Desde 2010 dirige la sección cultural Afinando los sentidos en La Brújula de Asturias Onda Cero Radio.

## Novela
- De donde vienen las olas (1999) Editorial Aguaclara.[3] Premio Salvador García Aguilar
- El abrazo del boxeador (2001) Krk Ediciones.[4] Premio Asturias Joven
- El arte de matar dragones (2003) Algaida Editores.[5] (Serie Arturo Andrade 1). Premio Felipe Trigo
- Cómo el amor no transformó el mundo (2005) Editorial Espasa-Calpe[6]
- El tiempo de los emperadores extraños (2006) Alfaguara.[7] (Serie Arturo Andrade 2). Prix Violeta Negra del Toulouse Polars du Sud 2011, Premio de la Crítica de Asturias 2007, Mención especial Premio Dashiell Hammett 2007, Premio Libros con Huella 2006
- Los demonios de Berlín (2009) Alfaguara. (Serie Arturo Andrade 3). Premio de la Crítica de Asturias 2010[8][9][10]
- Busca mi rostro (2012) Plaza & Janés.
- Los días sin ayer (2016). Novela por entregas en El País Semanal. (Serie Arturo Andrade 4).
- Soles negros (2016) Alfaguara. (Serie Arturo Andrade 5). Premio Buenos Aires Negro 2016.
- Índigo mar (2017) Pez de Plata. Con las ilustraciones de Miguel Navia.
- Coronado (2019) Edhasa.
- Cuando giran los muertos (2021) Algaida. (Serie Arturo Andrade 6). LIII Premio Ateneo de Sevilla 2021.
- Lo que hicimos por amor (2023). Algaida.
- Hermann G. (2025). Edhasa.

## Libros de cuentos
- Caminando sobre las aguas (2013). Páginas de Espuma.
- Diez personas que arden (2024). Menoscuarto.

## Poesía
- Explicaciones no pedidas (2023) Azimut.

## Ensayo
- «Un mundo suspendido entre la vanidad y el miedo». Eñe, Revista para leer. Número 28, Invierno 2011.[11]

## Inclusión en antologías
- Steampunk: antología retrofuturista. Ed. Fábulas de Albión, 2012.
- Los náufragos de San Borondón: antología hispanoamericana de narradores. Ed. Baile del Sol, 2012.
- Shukran. Espectros, zombis y otros enamorados. Ed. Imagine, 2012.
- Músicas negras. Ed. Siruela, 2019.
- Amores de cine. Pasiones más allá del celuloide. Ed. Sial Pigmalión, 2020.
- Nouvelles d´Espagne. Ed. Magellan & Cie, 2022.

## Traducciones
- O tempo dos imperadores estranhos -Portugal-. 2008. Porto Editora. Traducción: Alcinda Marinho[12][13]
- A arte de matar dragões -Portugal-. 2009. Porto Editora. Traducción: Alcinda Marinho.[14]
- Il tempo degli strani imperatori -Italia-. 2009. Giunti Editore. Traducción: Matteo Lefrèvre.
- Empereurs des ténèbres -Francia-. 2010. Éditions Phébus. Traducción: Elena Zayas.
- Os Demonios de Berlim -Portugal-. 2011. Porto Editora. Traducción: Alcinda Marinho.
- Les démons de Berlin -Francia-. 2012. Éditions Phébus. Traducción: Karine Louesdon y José María Ruiz-Funes Torres.
- Czas obcych wladcow -Polonia-. 2013. Editorial Noir sur Blanc. Traducción: Dorota Walasek-Elbanowska.
- Derrière les masques -Francia-. 2014. Editorial Phébus. Traducción: Karien Louesdon y José María Ruiz-Funes Torres.
- Céus negros -Portugal-. 2017. Porto Editora.
- Nouvelles d´Espagne. -Francia-. 2022. Ed. Magellan & Cie. Traducción: Marianne Millon.